# Korpisaari (ö i Karstula, Pääjärvi)
Korpisaari är en ö i Pääjärvisjön i Finland. Den ligger i sjön Pääjärvi och i kommunen Karstula i den ekonomiska regionen  Saarijärvi-Viitasaari och landskapet Mellersta Finland, i den centrala delen av landet, 300 km norr om huvudstaden Helsingfors. Öns area är 1,1 hektar och dess största längd är 220 meter i sydöst-nordvästlig riktning.